# Khuldabad
Khuldabad, est une ville et un conseil municipal du district de Chhatrapati Sambhajinagar dans l'État indien du Maharashtra. Lors du recensement de l'Inde de 2001, sa population s'élève à 12 794 habitants.
C'est là que se trouve le mausolée de l'empereur Aurangzeb (r. 1658-1707). À la suite de la sortie du film Chhaava, en février 2027, des manifestations au Maharashtra réclament la démolition de cette tombe.

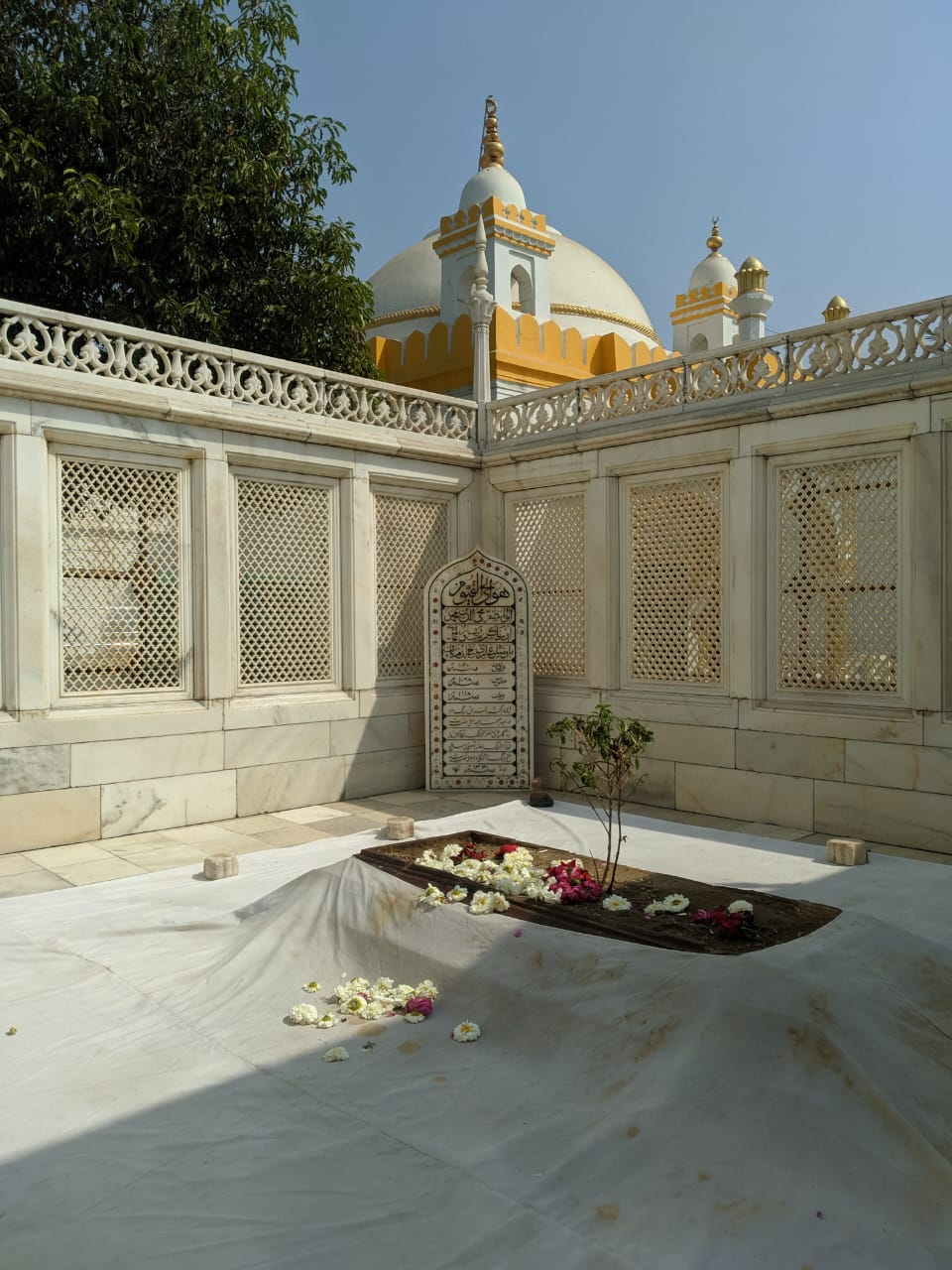
La tombe d'Aurangzeb.